# Mercury-Atlas–5
A Mercury–Atlas–5 az utolsó amerikai állatkísérlet, egyben az utolsó tesztrepülés volt a Mercury-program keretében, amelyen Enos, a csimpánz repült a világűrbe. A repülés az ember orbitális repülését előzte meg az amerikai űrprogramban, bizonyítandó az Atlas rakéta megbízhatóságát (a rakéta a korábbi katonai és az űr elérését célzó repüléseken meglehetősen megbízhatatlannak mutatkozott). A Mercury–Redstone–2-vel alkalmazott gyakorlatnak megfelelően az ember repülését megelőző utolsó tesztben is egy csimpánzot ültettek az űrhajóba, amelynek különböző gyakorlatokat kellett végeznie annak igazolására, hogy – az emberére leginkább hasonlító élő szervezet – képes feladatokat végezni a világűr körülményei között.
Az űrhajó 1961. november 29-én startolt Cape Canaveralről és két Föld körüli fordulatot tett. Enos a repülés során egy négyféle feladatot végzett ciklikusan, teljesítve a repülés célját és bizonyítva az űrbeli munkavégzés képességét. Az eredetileg három keringésre tervezett utat a rendszerek (elsősorban a kormányrendszer) kisebb hibája miatt idő előtt megszakították és az űrhajót már a második keringés végén leszállították az Atlanti-óceánra. Enos jól viselte a repülést, a NASA pedig sikeresnek minősítette a repülést.

## Előzmények
Az USA 1958-ban indította el a Mercury-programot, amely az űrverseny első részének utolsó akkordja volt amerikai oldalon, amelyben a frissen létrehozott NASA célja az első ember világűrbe juttatása volt. Ezzel a Szovjetuniót akarták utolérni, vagy megelőzni az űrteljesítmények területén. A cél elérésére a programon belül kifejlesztettek egy vadonatúj űrhajót és a hadsereg, a légierő, valamint a haditengerészet kísérleti programjaiból származó interkontinentális ballisztikus rakétákat alakították át az űrkísérletekhez. A még kipróbálatlan, kiforratlan rakétákat, valamint az űrhajót is hosszú tesztsorozatnak vetették alá, amely takarékossági okokból kétfelé ágazott, szuborbitális és orbitális repülésekre. A szuborbitális repülésekkel 1961 tavaszára érkezett el az idő az első ember űrbe bocsátására. Ám a Vosztok–1 és Jurij Gagarin 1961. április 12-i repülésével a szovjetek elvették az elsőséget a NASA-tól. Az amerikai elnök nyomására ekkor a NASA is végrehajtotta az első űrrepülését a Mercury–Redstone–3-mal – bizonyítandó az amerikai közvélemény előtt, hogy Amerika is állja a versenyt az űrteljesítmények terén. Mivel azonban Gagarin orbitális repülést teljesített, a MR–3 viszont csak egy űrugrás volt, a NASA-nak is arra kellett törekednie, hogy minél hamarabb orbitális repülést mutasson be. Az orbitális tesztek tovább folytak, míg eljutottak az ember repülése előtti utolsó, főpróbának szánt repüléshez, a Mercury–Atlas–5-höz.

### Az Atlas rakéta tesztjei
Az egész program kulcseleme a megfelelő teljesítményű rakéta megtalálása volt, amely egy nagyjából 1,5 tonnás űreszközt képes első kozmikus sebességre gyorsítani. A feladat a Space Task Groupra hárult, amely bizottság a Légierő által fejlesztett interkontinentális ballisztikus rakéták között találta meg a megfelelő eszköz(öke)t. A feladatra egyetlen, még szinte tervezési fázisban levő hordozórakéta látszott alkalmasnak, a Consolidated Vultee Aircraft (Convair) repülőgépgyár által fejlesztett Atlas rakéta. Az Atlas magas költségei miatt a tesztekre még kiválasztották a Redstone rakétát és a Little Joe rakétát is, de a fő jelölt az Atlas maradt és a  NASA ezt is jelölte ki a végső űrrepülésre. Azonban ez a hordozóeszköz még csak a tervezés fázisában volt kiválasztásakor és később, a valós teszteken meglehetősen megbízhatatlannak mutatkozott.
Az Atlas tervezési filozófiája teljesen új volt (az ún. „gázballon” módszerrel készült rakéta tartályai a papírnál is vékonyabbak voltak, de belülről hélium gázzal „fújták fel” a kiürülés ütemében), ám pont ez a megoldás megbízhatatlansági problémákhoz vezetett. A szűzfelszállástól a Mercury-Atlas–4-ig bezárólag katonai fegyverkísérletben 57-ből 22 alkalommal volt sikertelen, vagy részben sikertelen az Atlas indítása, míg űrrepülési felhasználásra (pl. a SCORE műhold pályára állítására, vagy felderítő műholdak felbocsátására, illetve magán a Mercury programon belül) 11 alkalomból mindössze 4-szer volt sikeres a repülés, a többi 7 alkalomban a rakéta hibásan működött.

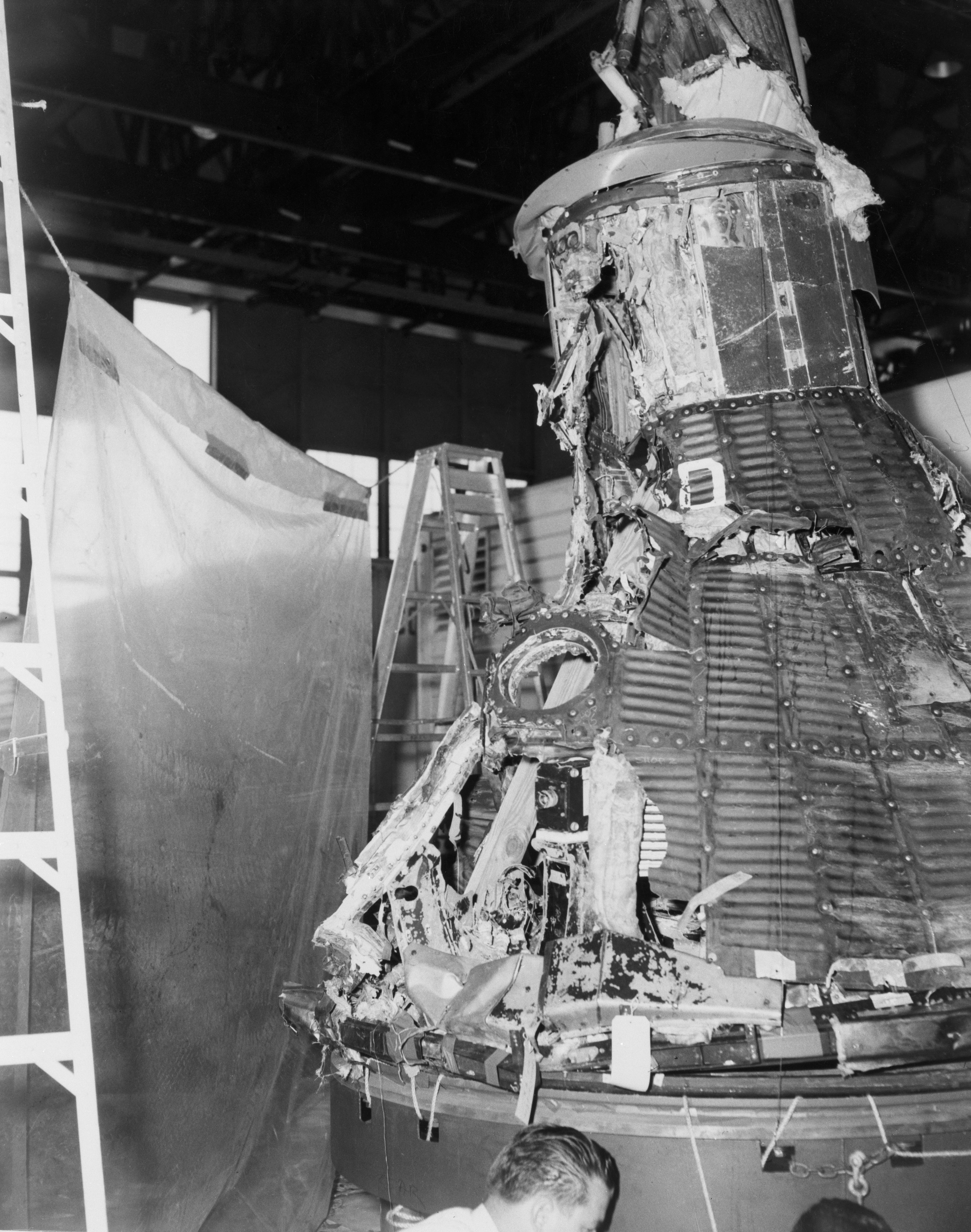
A Mercury–Atlas–1 tengerbe zuhant, majd később kihalászott és a roncsokból a lehetőségek szerint helyreállított űrhajója

A rakéta felhasználása 1957-ben kezdődött: az első start 1957. június 11-én, az első sikeres start 1957. december 17-én történt. Az űrrepülési felhasználás a SCORE műholddal kezdődött 1958. december 18-án, a Mercury-programon belül pedig a Mercury–Atlas–1 volt az első próbarepülés 1960. július 29-én, amelynek során rögtön kudarccal kezdődött a tesztsorozat. Ekkor a tervezett szuborbitális repülésre (és a Mercury űrhajó visszatérési képességeinek tesztelésére) induló rakéta a repülés 58. másodpercében felrobbant, vélhetően valamilyen szerkezeti probléma miatt.
A Mercury–Atlas–2 a kudarcba fulladt teszt megismétlése volt. Az előző repülésen hibásnak bizonyult rakéta ugyan a tengerbe zuhant és magával vitte a mélybe a hiba okát is, ám az elemzések a szerkezet gyengeségére utaltak. Ennek kiküszöbölésére egy acélpántot alkalmaztak, amely megerősíteni volt hivatott a tartályokat.  1961. február 21.-én a Cape Canaveralről felszálló rakéta ezúttal rendben működött, 17 perc 59 másodperc repülés után a Mercury kabin rendben leszállt az Atlanti-óceánra, 2305 kilométerre a starthelytől.
A sikert követően egy szerkezetileg módosított Atlas változatot is kipróbált a NASA. Az Atlas–D jelű, vastagabb tartályfalakkal épített rakéta eredetileg egy űrugrásra indult volna, ám Jurij Gagarin sikeres űrrepülése átírta a NASA terveit (nem volt idő immár sorozatos szuborbitális repülésekre, az orbitális repülés minden felett álló prioritás lett) és a Mercury–Atlas–3-at orbitális tesztrepülésre akarták küldeni. Ám a kiforratlan technika 1961. április 25-én újabb kudarcot hozott: a rakéta rendben elstartolt Cape Canaveral-ről, ám az irányítórendszer hibája miatt a rakéta egyenesen felfelé repült, nem állt rá a földfelszínnel párhuzamos pályára. Az irányítás a hiba miatt a repülés 43. másodpercében az önmegsemmisítővel felrobbantotta a rakétát. Az egyetlen jól működő dolog a mentőtorony volt az űrszerelvényen, amely a rakéta robbanásakor rendben leválasztotta a kabint, ami aztán az ejtőernyőjén simán leszállt az óceánra.
Az újabb kudarcot követően a tesztsorozat teljes átszervezésére került sor. Az eredeti tervekben még szuborbitális repülés szerepelt a negyedik Atlas tesztnél, majd ez orbitálisra változott, sőt majommal végzett orbitális repülésre, végül a NASA úgy döntött, hogy majmot ugyan nem küldenek fel, helyette egy robotűrhajós lesz az „utas”, de orbitális tesztrepülés lesz egyetlen Föld körüli fordulattal. Aztán az előkészületeket is számtalan késedelem sújtotta, folyamatos starthalasztásokkal, így csak 1961. szeptemberére tűzhették ki a következő startot. 1961. szeptember 13-án került sor a Mercury–Atlas–4 felbocsátására és ezúttal pár apróbb hibát leszámítva rendben működött a rendszer és sikerült az 1 Föld körüli fordulatos repülést teljesíteni. Ám a Mercury-programban is csak 50%-os megbízhatósággal (és a más, pl. katonai tesztekben sem sokkal jobban teljesítő) Atlas nem volt alkalmas a várva várt orbitális repülésre, egy ilyen megbízhatósági mutatóval rendelkező eszközt nem fogadhatott el a NASA ember hordozására. Kézenfekvő ötletnek látszott a Redstone űrugrásainál is alkalmazott taktikát alkalmazni és az ember repülése elé még egy csimpánzzal végzett tesztrepülést beiktatni.

### Űrmajmok
Mind a szovjet, mind az amerikai oldalon a kezdeti űrteljesítmények csúcsának az ember világűrbe juttatását tekintették. E cél elérésére mindkét fél kézenfekvő módon élőlények felbocsátását is végezte. Szovjet oldalon általában kutyák, míg az amerikaiaknál az emberre inkább hasonlító állatok, a majmok kerültek a különböző hordozórakéták kezdetleges űreszközeibe, az első kísérleteknél még általában a túlélés esélye nélkül. Az Egyesült Államok élőlényekkel végzett tesztjeiben eleinte rhesusmajmokat (kis makákókat) „használt”, így a Mercury-program korai tesztjeiben is ezek a majmok szerepeltek, ám amikor elérkezett az ember repülése, mint valós lehetőség, új tesztalanyokat kerestek, amelyre az emberre fiziológiailag leginkább hasonlító főemlősöket (csimpánzokat, gorillákat) találtak legalkalmasabbnak. Azért ezeket az állatokat, mert egyrészről az emberrel nagyon hasonló fizikai felépítésük van, másrészt kisebb méretűek az embernél, így a tervezett kabinba könnyebben, annak különösebb átalakítása nélkül belefértek.
A kísérletekre a Holloman légibázison egy 40 példányból álló majomkolóniát alapítottak. Köztük volt Enos, egy Nyugat-Afrikában, Kamerunban született hím csimpánz, akit 1960-ban vásárolt meg a légierő egy floridai állatkereskedéstől és vitte az új-mexikói Holloman bázisra. Itt a majmokat egy hosszú kiképzési kísérletsorozatnak vetették alá, hogy kiválasszák a legjobban teljesítő egyedeket. Ezek legfontosabbika volt, hogy az állatoknak különböző hang- és/vagy fényjelzésekre különböző karokat kellett meghúzniuk megadott időn belül. Ha 5 másodpercen belül a helyes kart húzta meg a kísérleti alany, banándarabokat kapott jutalmul, ha tévesztett, vagy kifutott az időkeretből, gyenge áramütéssel büntették. Emellett mikrogravitációs, vagy nagy g-erős terheléses gyakorlatokat is végeztek velük. A tesztek célja az volt, hogy egy űrhajós tevékenységét szimulálják egy űrrepülésen, mivel egy űrutazáson nem volt elég pusztán életben maradnia a leendő űrutazónak, a cselekvőképességének is fenn kellett maradnia minden repülési szituációban (bár a tervezés korai szakaszában orvosilag mindkét feltétel kérdéses volt még).
A csimpánz eredetileg nem kapott nevet, „leltári száma” szerint pedig a 81-es volt (a légierő sorszám szerint tartotta nyilván a kísérleti állatokat, például a másik híres majom, Ham a 65-ös volt), ám a repülés előtt a NASA ezt megváltoztatta Enos-ra. Az Enos ún. beszélő név volt, héberül „embert” jelentett, így átvitt értelemben mégis ember ült a Mercury űrhajóban.

### Felkészülés Cape Canaveralen

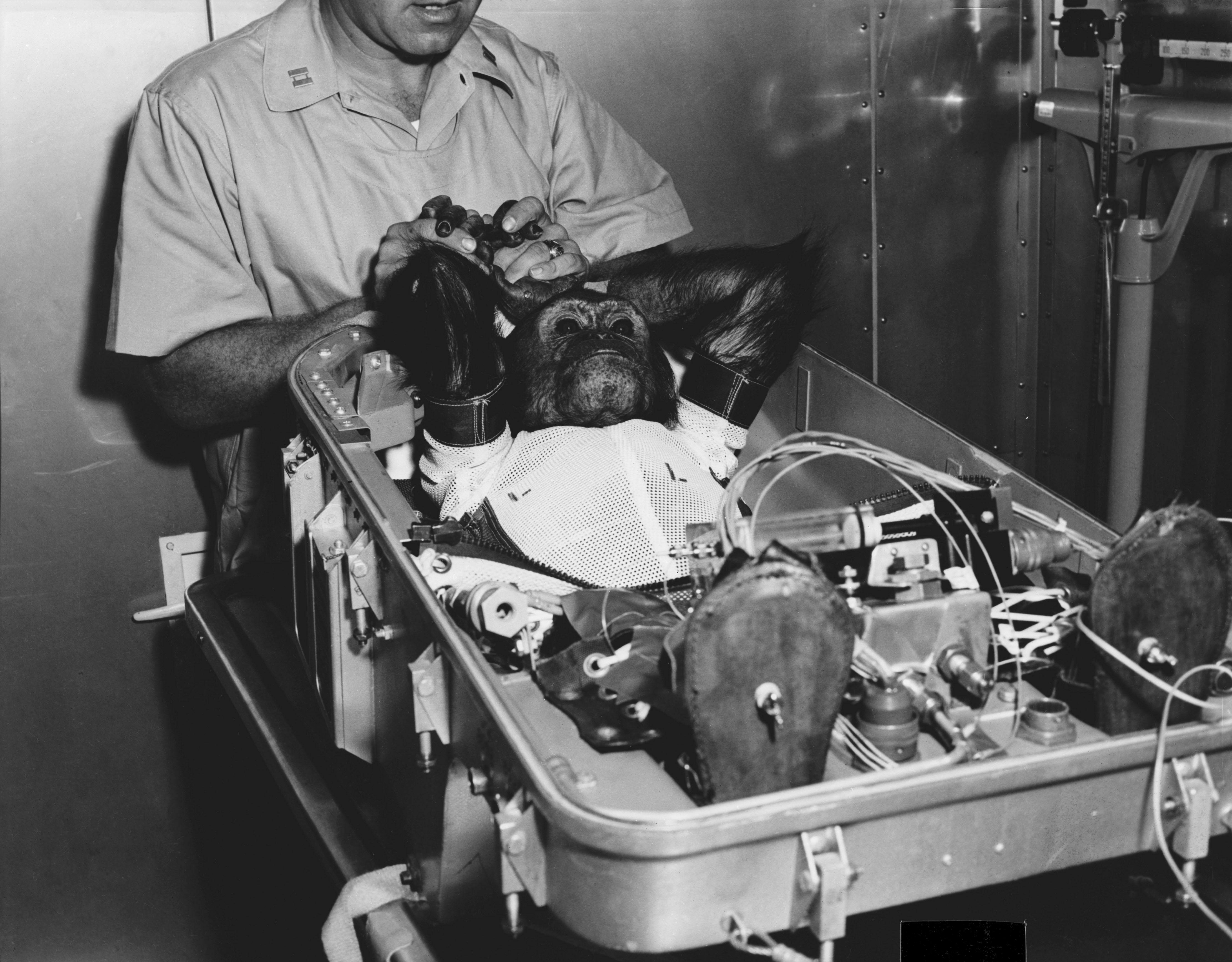
Enos a számára speciálisan kialakított ülésében

A Holoman bázison két csoportra osztották azokat a majmokat, amelyeket az űrrepülésre alkalmasnak találtak és akiket Cape Canaveralre akartak telepíteni a végső felkészüléshez. A két csoportot elkülönítették, hogy az esetleges fertőzések kockázatát még inkább csökkentsék. Enos csoportja 1961. október 29-én érkezett Cape-re és kezdték meg a tréninget. Enos (illetve a vele készülő többi majom) sokkal összetettebb gyakorlatokat végzett, mint korábban Ham a Mercury–Redstone–2-t megelőzően. Az új feladat egy ún. négy problémás ciklus megoldása volt és hasonlóan Ham repüléséhez a rossz feladatmegoldás egy gyenge áramütéssel büntette a majmot. Az első gyakorlatban a majmoknak jobb, vagy bal „kézzel” kellett karokat meghúzni egy, a műszerpanelen felvillanó fényjeleknek megfelelően. A második probléma egy késleltetett válaszadás volt a majom részéről, amelyben egy zöld fény gyulladt ki a panelen, ami után 20 másodperccel a majom egy kar megnyomása után ivóvizet kapott (ebben a feladatban ugyan nem érte áramütés a csimpánzt, viszont a feladat addig kezdődött újra, amíg helyesen nem oldotta meg az alany). A harmadik feladatban pontosan 50-szer kellett meghúzni egy kart, hogy egy banándarabot kapjon a majom. Végül a negyedik feladat egyfajta intelligencia-teszt volt, amelyben háromszögeket, négyzeteket és köröket láthatott feltűnni a majom egy kijelzőn, egy-egy sorban két egyforma és egy különböző jellel és karok meghúzásával a sorba nem illőt kellett kiválasztani.
Enost végül három nappal a repülés előtt választották ki első számú jelöltnek a repülésre. Emellett a tartalék sorrendet is kijelölték a többi csimpánz között, így lett Duane (a Duane Mitch, az egyik állatorvos után elnevezett egyed) a másod-, Jim (James Cook felfedező után) a harmad-, Rocky (Rocky Graziano boxoló után) a negyed-, és az űrveterán Ham az ötödrendű jelölt.

## Repülés

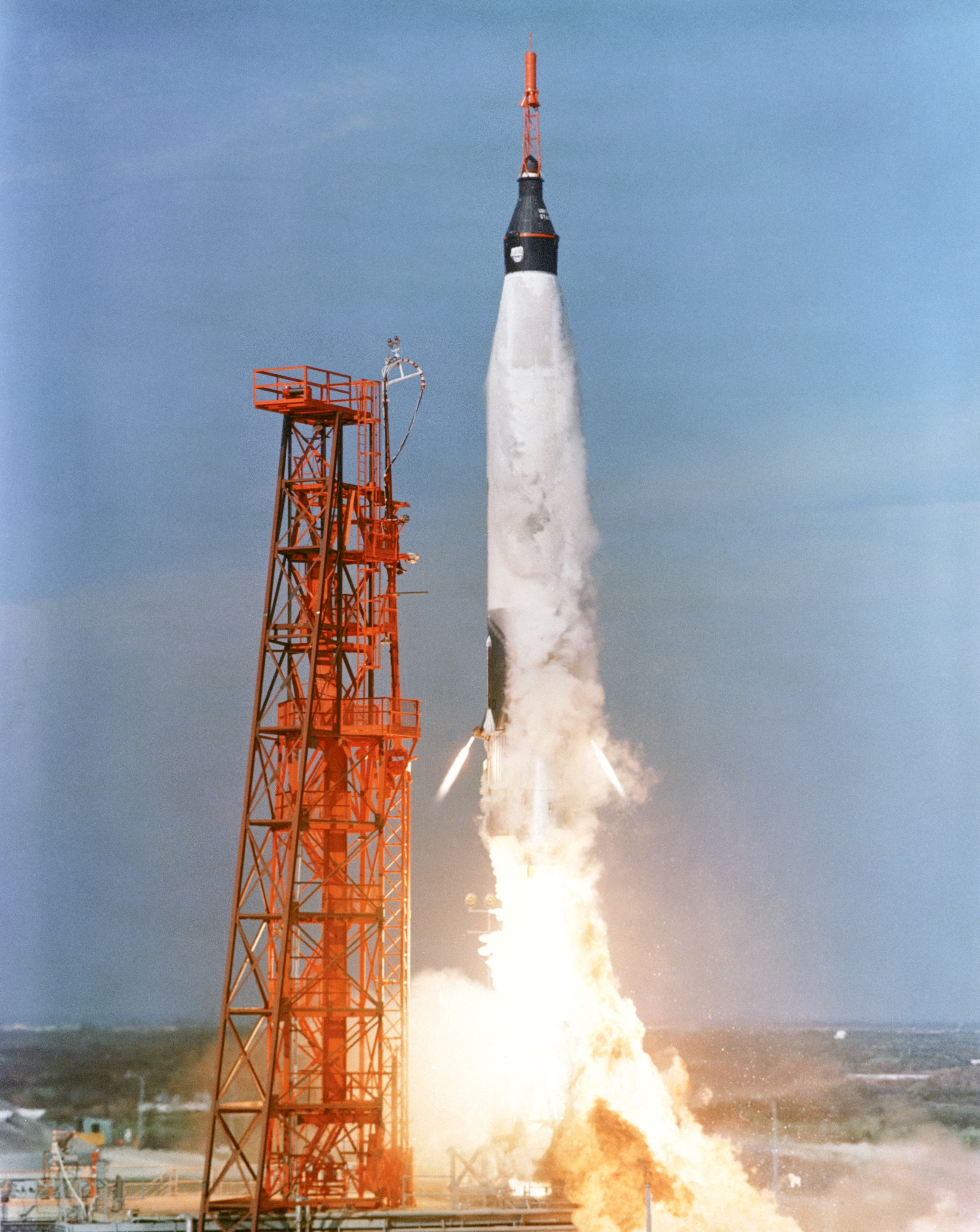
A Mercury–Atlas–5 startja

A startfolyamatot 11 és fél órásra tervezték ezért még 1961. november 28-án elkezdődött. Enos felkészítése 11 órával a start előtt indult, egy állatorvosi vizsgálattal. Majd később feltapasztották rá az életfunkcióit érzékelő szenzorokat, végül beszíjazták a speciális ülésébe, amely kialakításánál fogva egyfajta űrruhaként szolgált. A visszaszámlálási folyamat – hasonlóan Ham, vagy az űrugrások visszaszámlálásához – többször is megszakadt különböző hibák miatt: először a telemetriai rendszerben keletkezett probléma, majd az adatgyűjtő komputerben egy hibás tranzisztort kellett cserélni, majd az oxigén-rendszer okozott leállást. További egy órát vett igénybe, amikor egy technikus felfedezte, hogy a kabinajtó szigetelését nem megfelelően szerelték a helyére és kijavították a hibát. A sok hiba odáig fajult, hogy a repülésvezető Walter Williams otthagyta az irányítóközpont épületét és kiment a 14-es indítópadhoz, hogy személyesen igazítsa el munkatársait és ellenőrizze a további folyamatot.
A startra 1961. november 29.-én, keleti parti idő szerint 10:08:56-kor (15:08:56 UTC) került sor. A felszállást számos műszerhiba tarkította: maga a felszállási parancs és a felszállás között is 13 másodperc telt el, majd a computer kétszer is jelezte a főhajtómű leállását, mielőtt az ténylegesen megtörtént volna, majd a horizont érzékelő jele is kiesett rövid időre. A rakéta ezzel együtt tökéletesen tette a dolgát, a hajtóművek leállásakor a pálya nagyon közel volt a tökéleteshez. A rendszerek is kielégítően működtek, a csimpánz is jól érezte magát, a 7,6 g-s legnagyobb gyorsulást is jól viselte. Az első keringés eseménytelenül telt, azonban a második keringés elejétől sokasodni kezdtek a problémák. A hibák sora egy kisebb eltéréssel kezdődött, az űrhajó fedélzeti órája 18 másodperccel eltért az irányítóközpontétól az első kör végpontján. Aztán az áramátalakító hőmérséklete emelkedett meg. Ám a legnagyobb gondot az jelentette, hogy az egyik kormányhajtóművek egyike elromlott (az elemzések szerint egy fémszilánk került a kis fúvóka üzemanyagellátó vezetékébe) és az űrhajó térbeli helyzete elvándorolt a tervezettől. Mire észrevették ezt a hibát máris 30 fok volt az eltérés. Az automata rendszer időről-időre korrigálta a hibát, ám ez a tervezettnél több hajtóanyagot emésztett fel. Ez azzal fenyegetett, hogy a tervezett harmadik keringés végére elfogy az üzemanyag, mire a fékezéshez kellett pozícióba állítani a Mercury űrhajót. Mire Enos Hawaii fölé ért, az irányítás vezetője Chris Kraft fontolgatni kezdte, hogy már a második keringésben lehozzák az űrhajót. Mire Kaliforniáig ért az űrhajó a pályáján, a döntés megszületett, Kraft a második keringés végére kiadta a parancsot Enos visszahozására.
Enos a repülés során a kiképzésének megfelelően végezte a dolgát. Összesen közel 1 liter vizet ivott a második, késleltetett reakciós kísérletben (ahol az átlagos késedelme 33,8 másodperc volt a kitűzött 20 másodperchez képest) 13 banándarabot kapott az automatikától a harmadik kísérlet 50-szeri kar húzásos gyakorlatában, illetve a szimbólum felismerésben 28 kísérletből 18-ban járt sikerrel (64,2%-os teljesítményt nyújtva) és 10-szer kapott büntető áramütést. A csimpánz rendületlenül végezte a dolgát annak ellenére, hogy az űrruhául szolgáló speciális ülése túlmelegedett, illetve egy kisebb vezetékezési hiba miatt egy idő után akkor is áramütéssel kezdte büntetni a rendszer, amikor helyesen oldotta meg a feladatát. Emiatt Enos egyre rosszabbul kezdte viselni a helyzetét, olyannyira, hogy végül az életfunkció érzékelő szenzorokat le-, a vizeletgyűjtő katétert kitépte.
A repülés során egy kommunikációs kísérletet is végeztek, egy magnetofonról a következő üzenetet adták le rádión: „CapCom, itt az űrhajós. Az ablaknál vagyok és a kilátás nagyszerű. Látom a színeket és a partvonal is kivehető”. (A repülést követő sajtótájékoztatón a rendkívül jó kedvre derült Kennedy elnök a sajtónak tréfásan számolt be: „A csimpánz 10:08-kor szállt fel. Jelentette, hogy minden tökéletes és jól működik.”
A leszállásra a második keringés végén került sor és a Mercury kabin a kormányrendszer hibája ellenére tökéletes leszállást mutatott be. A helyszín közelében a USS Stormes és a USS Compton rombolók és egy Martin P5M haditengerészeti járőrgép várakozott és végezték el a kabin és a csimpánz kiemelését. Egy és negyed órával a vizet érést követően a kabin és Enos a USS Compton fedélzetén volt. A fedélzetre emelt űrhajó robbanóajtaját működésbe hozták és kiemelték a csimpánzt, aki jól érezte magát (azt leszámítva, hogy a testhőmérséklete a startkori 36,6 C°-ról 41,1 C°-ra növekedett). A romboló személyzetétől két narancsot és két almát kapott, majd rögtön Bermudára szállították, hogy a vezető állatorvos kivizsgálja.

## A repülés utóélete
Az irányítás a repülést követően sikeresnek ítélte a repülést. Továbbá a repülésvezető kijelentette, hogy ha a majom helyett egy űrhajós ült volna a Mercury-n, megoldhatta volna az irányítási problémát és nem lett volna akadálya az eredeti tervben szereplő három keringés teljesítésének. A NASA úgy ítélte meg, hogy elhárultak a technikai akadályok egy ember feljuttatása elől, ezért a következő repülést már ennek jegyében tervezték. A közvélemény részéről óriási nyomás nehezedett a NASA-ra, hogy legalább ugyanazon évben indítsa el az első amerikai orbitális űrrepülést, mint a szovjetek, amely felfokozott várakozást elsősorban a sajtó gerjesztett. Az első megcélzott startdátum 1961. december 19. volt, ám a NASA már Enos repülése előtt belátta, hogy a MA–5 és az MA–6 között rendelkezésre álló nagyon kevés az emberes űrhajó startfelkészítésére, ezért a felfokozott várakozások ellenére a NASA csak 1962 elejére becsülte a lehetséges start idejét. 1961. december 7.-én Robert Gilruth be is jelentette ezt a tényt a sajtónak.
Enos 1961. december 1-én tért vissza Cape Canaveral-re Bermudáról, majd egy héttel később vitték vissza a Holloman légibázisra. Ám sajnos a majom nem volt hosszú életű, kevesebb, mint egy évvel a repülés után, 1962. november 4.-én elpusztult. Az állatorvosi vizsgálat szerint a halálának oka egy még Afrikából behurcolt dizentéria fertőzés volt, amely ellenállt minden antibiotikumos kezelésnek. A szakvélemény szerint a csimpánzt az űrben ért hatásoknak semmilyen hatása nem volt a halálára, vagy a betegségének kialakulására.